# Omul din Piața Tiananmen

„Omul din Piața Tiananmen” oprește temporar înaintarea unei coloane de tancuri la data de 5 iunie 1989, la Beijing, în ceea ce este considerat una dintre cele mai reprezentative imagini ale secolului XX. Această fotografie (una din cele patru versiuni similare) a fost realizată de Jeff Widener de la Associated Press.

Omul din Piața Tiananmen (cunoscut în lumea anglofonă și ca „Omul Tanc”) este o fotografie celebră care surprinde un bărbat stând în fața unui convoi militar pe bulevardul Chang'An din Beijing în timpul protestelor din Piața Tiananmen. Imaginea a fost captată la 5 iunie 1989 de cel puțin trei fotografi aflați la balcoanele hotelului Beijing, din Piața Tiananmen: nord-americanii Jeff Widener (pentru agenția Associated Press), Charlie Cole (pentru revista Newsweek) și britanicul Stuart Franklin (pentru revista Time). Jeff Widener a primit Premiul Pulitzer pentru această fotografie. Spre deosebire de celelalte fotografii, cea a lui Franklin are un câmp vizual mai amplu care include în fundal un autobuz ars.
Franklin însuși a fost tentat să nu acorde o mare importanță acestui clișeu, în principal pentru că a fost luat din balcon, de la mare distanță. Chiar și revista Sunday Times, cu care agenția lui Franklin colabora, a ales pentru coperta numărului dedicat fenomenului Tiananmen o altă fotografie – cea a unui bărbat gol până la brâu, cu brațele ridicate în simbolistica greviștilor foamei. Însă – din perspectivă istorică – fotografia „bărbatului care oprește coloana de tancuri” s-a dovedit cea care a generat cele mai multe emoții în întreaga lume.
La scurt timp după intervenția brutală a armatei din dimineața de 4 iunie, autoritățile chineze au început să confiște materialul filmat și fotografiat de presa străină. Stuart Franklin a ascuns filmul realizat în Tiananmen într-o cutie de ceai și l-a trimis la Paris prin intermediul unei studente care se întorcea acasă.
Ziarele din străinătate au scris mult despre incidentul din Piața Tiananmen, însă numele chinezului nu a fost făcut public nici până acum. Referitor la destinul omului din fața tancului, pe care unii l-au identificat ca fiind un oarecare Wang Weilin, unii asigură că a fost luat de poliția secretă și executat, deși alte surse spun că dacă ar fi fost așa guvernul ar fi făcut o publicitate exemplară execuției sale, dar acest lucru a fost dezmințit de președintele Jiang Zemin.

## Descriere
În dimineața zilei de 5 iunie 1989 un tânăr cu o cămașă albă și purtând două pungi de cumpărături s-a îndreptat spre mijlocul Bulevardului Păcii Eterne din Beijing și s-a oprit în fața primului dintr-un șir lung de tancuri. Când tancul din vârful coloanei a încercat să îl ocolească, el s-a deplasat pentru a-l bloca de câteva ori. Când tancul a rulat direct spre el, apropiindu-se la o întindere de braț, omul nu a clipit. În cele din urmă, tancurile au oprit motoarele și au așteptat.
Omul este acum în mod obișnuit menționat ca fiind Wang Weilin, dar nimeni nu știe sigur dacă acesta e numele lui.  Cât despre ceea ce s-a întâmplat cu el, ultima imagine cu „Omul Tanc” este oferită de o filmare care îl înfățișează ca fiind împins și luat de la fața locului. În film, în timp ce Wang Weilin se afla în fața primului tanc, un om pe bicicletă se îndreaptă spre el.  Îi spune câteva cuvinte lui Wang și face un semn cu mâna. Doi indivizi vin în fugă. Ei sunt văzuți cum îl apucă pe Wang de brațe și unul îl atinge pe spate.  Omul care a stat ferm și nemișcat în fața tancurilor este văzut ultima dată fugind pe bulevard, împins din spate de noii săi tovarăși.